# Liste des sites Ramsar au Tchad
Cet article recense les zones humides du Tchad concernées par la convention de Ramsar.

## Statistiques
La convention de Ramsar est entrée en vigueur au Tchad le 13 octobre 1990.
En janvier 2020, le pays compte 6 sites Ramsar, couvrant une superficie de 124 050,68 km2 (près de 10% de la superficie du pays).

## Liste
| Site                                                   | Province                                                   | Notes | Date             | Superficie (km²) | Altitude (m) | Identifiant Ramsar | Identifiant WDPA | Coordonnées                       | Photo |
| ------------------------------------------------------ | ---------------------------------------------------------- | ----- | ---------------- | ---------------- | ------------ | ------------------ | ---------------- | --------------------------------- | ----- |
| Lac Fitri                                              | Batha                                                      |       | 13 juin 1990     | 1 950,00         | 250 - 300    | 486                | 30017            | 12° 49′ 59″ nord, 17° 30′ 00″ est |       |
| Partie tchadienne du lac Tchad                         | Lac, Kanem                                                 |       | 14 août 2001     | 16 481,68        | 276 - 280    | 1134               | 900672           | 14° 19′ 59″ nord, 13° 37′ 01″ est |       |
| Plaines d'inondation du Logone et dépressions toupouri | Chari-Baguirmi, Mayo-Kebbi Est, Mayo-Kebbi Ouest, Tandjilé |       | 14 novembre 2005 | 29 789,00        | 300          | 1560               | 902837           | 10° 30′ 00″ nord, 16° 13′ 59″ est |       |
| Réserve de faune de Binder-Léré                        | Mayo-Kebbi Est, Mayo-Kebbi Ouest                           |       | 14 novembre 2005 | 1 350,00         | 231          | 1561               | 902838           | 9° 18′ 00″ nord, 14° 16′ 59″ est  |       |
| Plaines d'inondation des Bahr Aouk et Salamat          | Salamat, Moyen-Chari                                       |       | 1er mai 2006     | 49 220,00        | 410          | 1621               | 902874           | 10° 45′ nord, 20° 33′ est         |       |
| Plaine de Massenya                                     | Chari-Baguirmi                                             |       | 17 octobre 2008  | 25 260,00        | 350          | 1839               | 109008           | 11° 15′ nord, 16° 15′ est         |       |